# Didascalie (théâtre)
Pour les articles homonymes, voir Didascalie.
Une didascalie, dans le texte d'une pièce de théâtre, le scénario d'un film ou le livret d'un opéra ou d'une comédie musicale, est une note ou un paragraphe, rédigé par l'auteur à l’intention des acteurs ou du metteur en scène, donnant des informations sur des éléments que les répliques ne permettent pas de connaître, notamment des indications d'action, de jeu, de mise en scène ou de décor. Elle remplit une fonction scénique en donnant des indications, notamment sur le comportement, l'humeur ou encore la tenue vestimentaire d'un personnage.

## Étymologie
Le mot « didascalie » vient du grec « διδασκαλία » (didascalía), « enseignement, instruction », d'après le verbe « διδάσκειν », (didaskein), « enseigner, instruire ».

## Fonction
Les didascalies sont intercalées dans le dialogue écrit, mais n'en font pas partie, et ne sont donc pas   destinées à être prononcées sur scène. Elles sont notées le plus souvent en italique ou entre parenthèses. Elles sont comparables aux indications (assez souvent notées en italien) sur les partitions musicales par les compositeurs depuis le XVIIIe siècle.
Selon Jean-Pierre Ryngaert (Introduction à l'analyse du théâtre), dans le théâtre grec, elles étaient destinées aux interprètes. Dans le théâtre moderne, où l'on utilise aussi l'expression « indications scéniques », elles sont utiles au metteur en scène et aux acteurs pendant le travail de répétition, et aident le lecteur à comprendre et à imaginer l'action et les personnages.
Certains auteurs ne fournissent aucune didascalie, tandis que d'autres en donnent en abondance. Ainsi, Fin de partie, de Samuel Beckett, commence par trois pages d'indications scéniques, qui précisent l'espace puis le jeu. Il existe quelques rares œuvres entièrement constituées de didascalies, qui décrivent avec précision les actions des personnages, comme Actes sans paroles, de Beckett, ou Concert à la carte, de Franz Xaver Kroetz.
Pour Michel Vinaver[réf. nécessaire], on peut distinguer deux types de didascalies, selon que leur fonction est verbale ou non.
Les didascalies de fonction verbale intéressent directement l'acte de parole. Elles se divisent en plusieurs sous-catégories :
- Les didascalies nominatives ont pour fonction de désigner un personnage ;
- Les didascalies énonciatives définissent les conditions de l'acte de parole (par exemple, « à part », « seul ») ;
- Les didascalies énonciatrices indiquent à qui un personnage parle ;
- Les didascalies mélodiques donnent des indications sur le ton (par exemple, « avec joie », « en colère »).

Les didascalies de fonction non verbale n'intéressent pas directement l'acte de parole. On en distingue deux sous-catégories :
- Les didascalies locatives indiquent le lieu de l'action ;
- Les didascalies kinésiques indiquent les mouvements, les gestes, les déplacements sur la scène.

## Types de didascalies
Il existe au théâtre plusieurs types de didascalies. Les principales sont les suivantes : les didascalies initiales et les didascalies fonctionnelles.
Didascalies initiales
Après le titre de la pièce, les didascalies initiales comportent la liste des personnages et des lieux. Elles donnent des précisions utiles sur les rapports de parenté, d'amitié ou de hiérarchie entre ces derniers. Elles donnent également des informations sur leur âge, leur caractère, leur costume, le lieu et le moment de l'action.
didascalies fonctionnelles pour le savoir[pas clair]
Les didascalies fonctionnelles définissent avant chaque réplique, l'identité de celui qui parle et, à l'intérieur du dialogue, la personne à qui la parole est adressée. Elles indiquent également le découpage dramaturgique de l'œuvre en actes et en tableaux et les unités de jeu (scènes, fragments, fréquences). Finalement, elles précisent les déplacements des personnages, les entrées et les sorties, les mimiques, les gestes,etc.
De la même manière, on distingue également les didascalies actives qui désignent des actions qui interviennent de façon active dans l'intrigue (type "Il meurt") ; et les didascalies instrumentales qui accompagnent l'action dramatique plus qu'elles ne la provoquent.